# Agia Triada (Samsun)

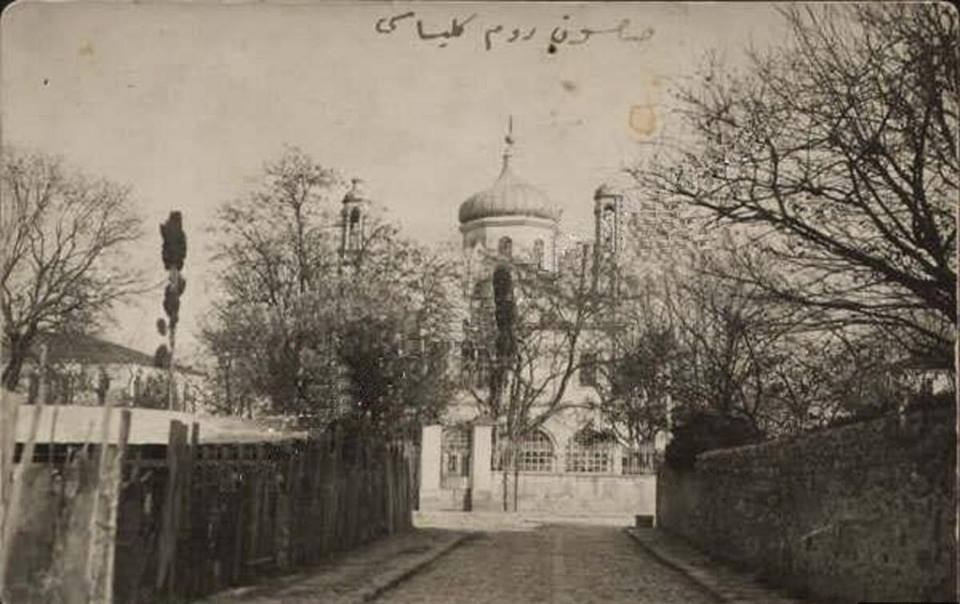
Eine Fotografie der Kirche aus den 1910er Jahren. Im linken Gebäude befand sich das Kollegium der Priester, im rechten Gebäude das Kollegium der Nonnen.

Die griechisch-orthodoxe Kirche der Heiligen Dreifaltigkeit (griechisch Αγία Τριάδα, türkisch Aya Triada Rum Ortodoks Kilisesi) war ein Gebäudekomplex, im Viertel İlkadım, der türkischen Schwarzmeerstadt Samsun, der während der osmanischen Ära errichtet wurde. Sie war dem Patriarchen von Konstantinopel (heute Istanbul) unterstellt.
Nach dem Bevölkerungsaustausch zwischen dem Königreich Griechenland und der Türkei unter Mustafa Kemal Pascha sank die Zahl der Gemeindemitglieder der Agia-Triada-Kirche rapide. Unter dem Vali von Samsun, Kâzım İnanç, wurde die Kuppel der Kirche in den Jahren 1925 bis 1931 entfernt und die Kirche als Kâzım-Pascha-Kino genutzt. Heute befindet sich an der Stelle der Kirche die Mittelschule 23 Nisan Ortaokulu. An der Stelle der zum Kirchengebäudenkomplex zählenden Schule befindet sich heute das Gymnasium İbrahim Tanrıverdi Sosyal Bilimler Lisesi, an der Stelle des einstigen Kollegs befindet sich ein Teil der Mittelschule sowie das Anatolische Gymnasium Nâmık Kemâl Anadolu Lisesi.